# Вереміївка (Бериславський район)
Веремі́ївка — село в Україні, у Високопільській селищній громаді Бериславського району Херсонської області. Населення становить 31 особу.

## Історія
12 червня 2020 року, відповідно до Розпорядження Кабінету Міністрів України від № 726-р «Про визначення адміністративних центрів та затвердження територій територіальних громад Херсонської області», увійшло до складу Високопільської селищної громади.
19 липня 2020 року, в результаті адміністративно-територіальної реформи та ліквідації  Високопільського району, увійшло до складу Бериславського району.
24 лютого 2022 року в ході повномасштабного вторгнення Росії в Україну окуповане російськими військами. 
2 жовтня 2022 року Збройні сили України визволили село з-під окупації.

## Населення
Згідно з переписом УРСР 1989 року чисельність наявного населення села становила 60 осіб, з яких 23 чоловіки та 37 жінок.
За переписом населення України 2001 року в селі мешкала 31 особа.

### Мовний склад
Рідна мова населення за даними перепису 2001 року:
| Мова       | Чисельність, осіб | Доля     |
| ---------- | ----------------- | -------- |
| Українська | 28                | 90,32 %  |
| Молдовська | 2                 | 6,45 %   |
| Білоруська | 1                 | 3,23 %   |
| Разом      | 31                | 100,00 % |